# Schultaler Gangzug
Der Schultaler Gangzug ist eine Gangstörung im nordwestlichen Harz. Das zu den Oberharzer Erzgängen zählende Rohstoffvorkommen führte nur östlich von Altenau im geringen Umfang Bleiglanz und Zinkblende, welche im 18. und 19. Jahrhundert gewonnen wurden. Im westlichen Verlauf wurde bei bergmännischen Untersuchungsarbeiten der Gangzug stets taub angetroffen. In der Umgebung von Clausthal-Zellerfeld schart sich der Schultaler Gangzug über Diagonal- und Nebengänge mit dem Burgstätter, Zellerfelder und Rosenhöfer Gangzug an.

## Verlauf (projiziert auf die Tagesoberfläche)

### Prinzessin Marier Gang
Der Prinzessin Marier Gang zweigt südwestlich des Ottiliaeschachtes vom Rosenhöfer Gangzug ab.
Weiterer Verlauf: Bremerhöhe – Kronenplatz – Anscharung bzw. Störung des Burgstätter Gangzuges (Burgstätter Faule Ruschel) am Schacht Eng(e)lischer Gruß – ehemaliger Ostbahnhof – Waldhaus Brockenblick – Fortuner Teich – Anscharung an den Schultaler Hauptgang und Zellerfelder Gangzug nördlich des Polstertaler Zechenhauses.
Der Verlauf im Großen Flößtal ist nicht näher bekannt.

### Schultaler Hauptgang
Der Schultaler Stollen setzt östlich von Altenau an. Er führt unter dem Mühlenberg und dem Lilienberg parallel mit dem Schultal laufend in den Schwarzenberg hinein und führt über die Gruben im Polstertal nach Westen führend an den Burgstätter Gangzug. Der Schultaler Stollen hat den Gang bis ungefähr unter das Schneidwasser für knapp 2000 Meter aufgeschlossen. Bei 1300 und 1700 Metern Stollenlänge ist der Gang im 18. Jahrhundert mit den Schächten Silberlilie und Altenauer Glück auf 130 bzw. 140 Metern Tiefe (40 Meter unter Stollensohle) bebaut worden. Etwa 75 Meter östlich des Silberlilierschacht geht vom Hauptgang ein hängendes Trumm ab, welches nach etwa 40 Metern den Hauptgang östlich streicht. Auch geht auf Höhe des Marktes in Altenau eine Verbindung zum Tiefen Schatzkammerstollen einher.

### Schultaler Tiefe Stollen
Im Jahr 1715 kamen zum ersten Mal Pläne zum Bau eines Wasserlösungsstollen auf, welcher von den Gruben am Lilienberg zur Grube Silberlilie führen sollte. 1716 war die Silberlilie bereits 40 Lachter (76 Meter) tief und die vorhandene Wasserkunst konnte das Wasser zwar noch bewältigen, jedoch drohte bei tieferen Vordringen ein größerer Wassereintritt, welchen man durch den Bau eines Wasserlösungsstollens entgegenwirken wollte. Geplant war, dass der Wasserlösungsstollen bei der Grube Kaiserkrone für eine Teufe von etwa 50 Metern, bei der Silberlilie etwa 84 Meter Teufe und bei der Grube Altenauer Glück 103 Meter Teufe einbrachte.
Man setzte das Mundloch weit unten im Schultal in der Nähe zur Einmündung zum Okertal an und plante den Stollen 660 Lachter (1245 Meter) in Richtung der Silberlilie zu führen. Das Mundloch ist oberhalb des Supermarktes am Markt auf der linken Talseite erkennbar. 1720 war der Stollen bereits 93 Lachter (176,7 Meter) aufgefahren. Da man sich jedoch nicht sicher war, die Silberlilie in ihrem Verlauf zu treffen, ließ der Markscheider Rausch den Verlauf abpflöcken. Als man 1721 nach 101 Lachter (192 Metern) immer noch nicht die Silberlilie traf, führte man eine Querrösche im Tischlertal anlegen, welche bei der Auffahrung des Lichtlochs der Abführung von Tagewasser dienen sollte. Das Lichtloch wurde erst 1730 gebaut und erreichte 1734 die Stollensohle. Hintergrund der Verzögerung der Fertigstellung des Lichtlochs war ein Bemessungsfehler des Marktscheiders, wodurch es im Verlauf des Stollens zunächst zu einer starken Rechtskrümmung des Ganges kam und das Lichtloch verfehlt wurde. 1736 war das Stollenmittel vom Mundloch zum Lichtloch 61 Lachter (116 Meter) lang und vom Lichtloch zur Grube Kaiserkrone 43 Lachter (82 Meter) entfernt. 1737 wurde die Verbindung zur Kaiserkrone fertiggestellt.
Zudem hatte der Schultaler Stollen auch eine wichtige Funktion in Hinsicht auf die Trinkwasserversorgung der Stadt Altenau. Bis 1890 wurde das Wasser über zwei zwischengeschaltete Teiche aus dem Dammgraben durch hölzerne Leitungen, ab 1890 durch Tonrohre nach Altenau geführt.

### Grube Silberlilie
Bereits der Alte Mann hat im 17. Jahrhundert Bergbau auf der Silberlilie betrieben, welcher wahrscheinlich aufgrund des Wasserhaltungsproblems eingestellt wurde. 1710 wurde mit dem Abteufen des Schachtes begonnen. Zwei Jahre später erreichte man die Sohle des 71 Lachter langen Tagesstollen und fand neben kleineren Erzspuren auch Werkzeuge des Alten Mannes in Form von Handfäusteln, Setzeisen, Kratzen und einem Trog. Hier setzte man in den nächsten Jahren einen Verbindungsschacht zum Schultaler Stollen an. 1715 fanden sich gangaufwärts (Oberes Feldort) Erzspuren. Schachtabwärts war man bereits 80 Meter tief vorgedrungen und fand nur kleinere Spuren von Erz. Im Oktober 1716 war der Schacht 42 Lachter tief abgesunken. Er war 1,5 Lachter über dem Gesenk auf 9 Lachter ausgelängt. 1721 betrug die Tiefe des Schachts schon 63 Lachter. Es fanden sich nur geringe Erzspuren im sonst tauben Gestein. 1740 war der Verbindungsschacht von der Silberlilie zum Schultaler Stollen fertig.

## Grube Altenauer Glück
Am 18. März 1716 gemutet, erreichte 1720 die Feldgrenze. Der Betrieb beschränkte sich zunächst darauf, den Schultaler Stollen fortzuführen und das Gestein zu untersuchen. 1730 wird ein Querschlag erwähnt, der 7 Lachter über der Silberlilie 16,5 Lachter in das Hangende getrieben wurde. Dabei stieß man auf Kupfererz. Ein Antrag auf Abteufung wurde 1732 zunächst abgelehnt. Jedoch wurde ihm im selben Jahr stattgegeben, sodass man einen Feldort bei 75 Lachtern ansetzte. Zwei Jahre später war das Stollort 114 Lachter vom Altenauer Glücker Felde weiter gekommen und vom Gegenort auf dem Silberlilier Schacht 78 Lachter. Bei 14 Lachter erreichte man auf ein hängendes Trumm, welches man durch einen Schacht verfolgte. Dieser Schacht erreichte nach 54 Lachter den Schultaler Stollen.

### Grube Kaiserkrone
Die Grube Kaiserkrone lag unterhalb der Bergstadt Altenau. Sie wurde am 23. Mai 1716 vom Richter der Stadt Johann Friedrich Stock und dem Bergbeamten Johann Mühlhahn gemeinsam gemutet. 1719 wurde die Grube 30 Lachter unter dem Silberlilier Schacht von neuem gemutet. Man fuhr zunächst vom Silberlilier Schacht aus den Schultaler Stollen aufzufahren. Im Jahr 1721 war der Stollort vom Silberlilier Schacht aus 77 Lachter vorangetrieben. Dabei überfuhr man zunächst eine Erzader, welche man nun in den nächsten 9 Jahren durch Absinken und Schachtbildung auf 36 Lachter auffuhr. Es fanden sich letztendlich nur geringe Erzspuren, sodass der Betrieb 1730 eingestellt wurde.
1820 richteten sich 40 Altenauer Bergleute an das Bergamt und mit der Bitte den tiefen Stollen im Schultal wieder eröffnen zu dürfen. In einem Antwortschreiben wird dem Antrag unter der Bedingung stattgegeben, dass vom Kaiserkroner Schacht dem Schultaler Stollen entgegengearbeitet wird. Jedoch scheiterte das Vorhaben am Einspruch des Bürgermeisters Ey, welcher es als nicht ratsam ansah, Geld in die Gruben des Schultaler Gangzuges zu investieren, da die Gruben kein Aufschlagwasser hatten und die Stollen vollgelaufen seien.

## Paragenese, Besonderheiten
Als Erzmineralien waren wenig Galenit und Sphalerit, seltener Chalkopyrit, sowie Pyrit vorhanden. Klassische Gangarten bestanden in Form von Quarz, Breccien und Calcit.

## Aufschlüsse
Übertägige Aufschlüsse oder sonstige Indizien auf den Verlauf eines Ganges sind außer Pingen nicht bekannt.

## Bergbaugeschichtlicher Überblick
Untersuchungen des westlichen Bereiches (Prinzessin Marier Gang) erfolgten zum Beispiel durch die namensgebende Grube Prinzessin Marie oder die Grube Löwenburg.
Östlich von Altenau zwischen Tischler- und Scheidewassertal wurde der Schultaler Gangzug zwischen 1711 und 1773 unter anderem durch die Gruben Altenauer Glück (1718–1755) und Silberlilie abgebaut. Zu Wasserlösung und Bewetterung des Reviers wurde von 1716 bis 1738 der Schultaler Tiefe Stollen auf 1.800 Meter Länge aufgefahren.